# Larraga
Larraga település Spanyolországban, Navarra autonóm közösségben. Larraga Artajona, Mendigorria, Oteiza, Lerín, Berbinzana, Tafalla és Miranda de Arga községekkel határos. Lakosainak száma 2133 fő (2024).

## Népesség
A település népessége az elmúlt években az alábbi módon változott:
| Lakosok száma | 1937 | 1963 | 2021 | 2121 | 2161 | 2093 | 2068 | 2075 | 2108 | 2133 |
|               | 2001 | 2004 | 2006 | 2009 | 2011 | 2014 | 2016 | 2019 | 2021 | 2024 |